# Mariannig Larc'hantec
Mariannig Larc’hantec, nom de scène de Marie-Annick Larhantec, est une musicienne, compositrice et enseignante française née le 26 juillet 1947 à Paris.
Mariannig fait partie de ce groupe de pionniers qui, au début des années 1960, se lancent à leur tour, avec enthousiasme, dans ce mouvement d'installation en Bretagne de cet instrument, pour lequel elle a développé une pédagogie et un répertoire, contribué à en faire évoluer la technologie et participé à sa reconnaissance institutionnelle.
Musicienne et harpiste, elle a réalisé de nombreux enregistrements, donné des centaines de concerts en solo, en duo ou en orchestre et joué sur les scènes des 5 continents. Son talent lui a valu de nombreuses récompenses et distinctions. Compositrice, nous lui devons notamment, outre une méthode de harpe celtique, des cahiers d’études, des pièces de concert, de musique de chambre et d'orchestre qui lui ont valu plusieurs prix internationaux de composition. Soucieuse de préparer de nouveaux harpistes, elle a accordé une place prépondérante à l'enseignement et joué un rôle clef dans son organisation. Elle a formé des centaines de jeunes harpistes et suscité chez les meilleurs d'entre eux des vocations de concertistes. Chercheuse et auteure, elle a complété ce parcours par deux cursus universitaires qui donneront lieu à la publication de plusieurs ouvrages et matière à la tenue de nombreuses conférences.

## Biographie
Née le 26 juillet 1947 à Paris, Mariannig Larc’hantec, est à la fois musicienne, harpiste, compositrice, enseignante, chercheuse, écrivain.
Elle grandit dans une famille bretonne. Son père, Yann Larc’hantec, est issu d'une longue lignée de sculpteurs dont le plus célèbre est son grand-père, Yann Larc'hantec, (ou Yann Larhantec). Muté par la fonction publique, il quitte Landerneau à l’âge de 20 ans pour Paris. Très vite, il intègre le bagad de la K.A.V. en tant que sonneur de bombarde d’abord, puis de cornemuse. Il fréquente assidûment la communauté des Bretons de Paris et rencontre son épouse, Madeleine Bruneau, au cercle Celtique Nevezadur. Sa mère, institutrice et chercheuse en pédagogie, qui a étudié le piano au conservatoire de Vannes puis à celui de Rouen, continue de jouer chaque jour. Si ses deux parents se réclament de la tradition bretonne, ils sont tous deux également ouverts à la culture classique. Les salles de concert parisiennes, les musées, l’Opéra, mais aussi la Comédie Française et le T.N.P., sont des passages obligés de l’éducation de Mariannig Larc'hantec.
L’été se passe en Bretagne où Mariannig Larc'hantec et ses sœurs sont initiées à l’art populaire des chapelles, des calvaires et des fontaines miraculeuses ainsi qu’à la musique sacrée des pardons et celles plus festives de ce que l’on ne nomme pas encore franchement les festoù noz. Mariannig Larc'hantec grandit ainsi au sein d’une famille totalement biculturelle.
Elle commence la harpe celtique en mars 1963 aux côtés, entre autres de Kristen Noguès, Brigitte Baronnet, Rozenn Guilcher, Françoise Johannel, au sein de la Telenn Bleimor,. Quelques mois plus tard, elle entre à l’École normale de musique de Paris dans la classe de Micheline Kahn. En 1972, elle est nommée à l’École nationale de musique de Brest afin d’y introduire la harpe celtique en tant qu’instrument de musique régionale, donc de faire pénétrer dans cette institution une musique à caractère populaire, que l’on nommera plus tard « musique traditionnelle ». Elle y restera jusqu'en 1974. Après quelques expériences musicales et pédagogiques, elle se fixe dans le Morbihan. Elle enseignera à l'École nationale de musique et de danse de Lorient de 1985 à 2010 et à l'école municipale de Languidic de 2011 à 2014, où elle terminera sa carrière d'enseignante.

## Études musicales
En 1963, elle commence l’étude de la harpe celtique dans le mouvement Bleimor, branche bretonne des scouts de France. La harpe celtique est sortie des mains de Jord Cochevelou depuis à peine dix ans. Le mouvement d’éducation populaire propose un bagad pour les garçons et un ensemble de harpes pour les filles, ensemble qui est appelé « Telenn Bleimor ». Les responsables de Bleimor, P. et L. Keraod ont obtenu de la Société Martin-Luthier qu’elle leur fournisse des instruments à un prix abordable. Ils en achètent quatre. Ces harpes sont prêtées à des guides qui en font la demande et qui s’engagent à apprendre la harpe et à se produire dans les festivités du mouvement. Le répertoire étant presque inexistant, il se construit sous la direction de Denise Mégevand d’abord puis de Madeleine Buffandeau. Lorsque celle-ci quitte l’ensemble, les participantes pratiquent leur art avec plus d’enthousiasme que de compétences. Le résultat est pourtant parfois confondant de musicalité.
La Telenn Bleimor existera de 1953 à 1974. Lorsque Mariannig Larc'hantec intègre le quatuor, Madeleine Buffandeau, prenant la suite de sa collègue Denise Mégevand, dirige alors l’ensemble. Elle vient d’obtenir son prix de harpe et son prix de musique de chambre au Conservatoire national supérieur de musique et de danse de Paris. Elle travaille à une thèse d’esthétique sur les modes bretons. Très vite, elle conseille aux parents de la jeune recrue de confier leur fille à Micheline Kahn, professeur à l'École normale de musique de Paris. La jeune Mariannig Larc'hantec entre à la classe de Micheline Kahn en 1964. Son professeur de solfège, Janine Richer, compositrice, l’encourage à composer. Elle est admise à la classe d’harmonie de Georges Dandelot et poursuit la composition avec Janine Richer.
En 1966, elle intègre le Cercle de musique ancienne de Paris en tant que harpiste. Elle y étudie également la viole de gambe.
Pendant toute la durée de ses études à l’École normale, elle continuera de s’intéresser au quatuor Telenn Bleimor dont elle prendra la direction en 1967. Elle continuera à faire avancer l’instrument avec ses amies, en écrivant de la musique et en formant de jeunes musiciennes, jusqu'à la dissolution du groupe en 1974.
Janine Richer, très curieuse de cet instrument qui en est à ses balbutiements, écrit pour elle « αβγ », pièce pour deux harpes celtiques qui se termine par une brillante fugue à quatre voix. Il s’agit sans doute de la première œuvre de musique contemporaine pour harpe celtique.
À partir de 1975, elle complète ses études par une formation aux méthodes actives. La pédagogie Orff retient son attention.
Elle obtient son diplôme d'enseignement de la harpe de l'École normale de musique de Paris en 1977.

## Études universitaires
En 2001, elle enseigne depuis près de trente ans. Elle souhaite alors poser un regard distancié et analytique sur son activité d’enseignante. Après une maîtrise en sciences de l’éducation à l’université Rennes 2, elle intègre le séminaire de thèse de Paul Taylor et entre en tant que professionnelle associée au Centre de recherche en éducation, apprentissage et didactique (CREAD). C'est dans ce cadre qu'elle codirige avec Paul Taylor la publication de l'ouvrage collectif La poétique et la musique en éducation, croisement de regards créateurs, édité chez L’Harmattan.
2012, elle s’interroge sur son instrument d’un point de vue identitaire. Pourquoi la harpe est-elle le seul instrument de l’instrumentarium celtique à être qualifié de celtique ? Quand, pourquoi et par qui ce phénomène est-il arrivé ? Son travail de recherche aboutit à un master 2.
Son parcours atypique de musicienne et de pionnière fera l’objet de son livre La harpe, instrument des Celtes, journal de bord d’un professeur de harpe celtique qu’elle publie aux Éditions Coop Breizh.

## Carrière
En 1967, Mariannig Larc'hantec  prend la responsabilité de l'ensemble de harpes celtique « Telenn Bleimor », responsabilité qu’elle conservera jusqu’à la dissolution du groupe en 1974. Pendant ses années d’étude à l’École Normale de Musique de Paris, elle saisit diverses opportunités. Son passage chez Sonopresse lui ouvre les portes des studios d’enregistrement. La Société l’invite tout d’abord à accompagner un sonneur de bombarde dans le cadre de sa collection « Instruments insolites ». Puis elle lui propose de présenter la harpe celtique dans cette collection, enfin elle lui commande un disque plus personnel. Ce sera « An hent Geltiek ». Ce travail introduit Mariannig Larc'hantec dans le milieu de la variété : une approche de la musique totalement différente de ce qu’elle connaît, une réelle formation alternative.
Elle commence sa carrière d’enseignante en 1972. Elle ouvre la classe de harpe celtique et de harpe à pédales de l’École nationale de musique, de danse et d’art dramatique de Brest, elle est également responsable d’une classe de piano. Elle se trouve alors dans la situation d’ouvrir également la porte de ce que l’on nommera plus tard « la musique traditionnelle ». Trente élèves sont inscrits en harpe celtique, les instruments manquent, le répertoire est quasi inexistant, le matériel pédagogique en est à ses balbutiements, l’instrument est trop nouveau pour être pensé en termes de cursus : tout est à inventer. S’appuyant à la fois sur sa culture bretonne et sur sa formation classique, elle compose, dans l’urgence, du matériel pédagogique. En 1973, elle publie « Mouvements à la corde lisse » aux Éditions Françaises de Musique, qui marquera le début d’un long catalogue de matériel pédagogique avant sa méthode « Harpe celtique, mode d’emploi ». Elle doit aussi écrire pour ses propres concerts, elle souhaite présenter la harpe celtique sous un jour différent de celui proposé par Alan Stivell. « La légende de la falaise de Saint Efflam », par exemple, voit le jour en 1973.
En manque d’instruments, Mariannig Larc'hantec se penche sur ce problème et travaille avec les frères Leroux, ébénistes à Guingamp et Daniel Paris, luthier à Brest, très investis dans la recherche de perfectionnement de cet instrument. Elle travaillera ensuite avec Joël Garnier, fondateur et PDG de la société Camac, cette collaboration aboutira, en 1979, à l’élaboration du modèle « Mélusine » de Camac.
Le travail en institution ne suffit pas à combler la demande des amateurs de harpe celtique. Mariannig Larc'hantec répond à ce problème en initiant les tout premiers stages de harpe celtique au centre culturel breton de St Vincent sur Oust (56) « Ty Kendalc’h », puis dans toute la France.
Elle quitte Brest en 1976. De retour à Paris, mettant en pratique ce que l’on nomme « les méthodes actives » dont elle avait suivi la formation, elle crée un « jardin musical » au Pecq (78) C’est l’amorce de l’école de Musique de Le Vésinet/ Le Pecq). Puis elle retourne en Bretagne en 1978.
À Perros-Guirec où elle vient de s’installer, elle est contactée par le chef de l’harmonie municipale. Il lui demande d’enseigner la harpe celtique. La classe se remplit très vite. Pourtant cet instrument seul ne suffit pas à satisfaire les besoins musicaux de la ville. À sa demande, d'anciens élèves de l'ENMD de Brest, devenus musiciens-enseignants, la rejoignent, l’école se forme peu à peu. L’unique salle que ces jeunes enseignants partagent avec l’harmonie se trouve dépassée. La mairie prend alors conscience de la nécessité de construire un bâtiment. Les ingénieurs acousticiens du centre de recherche voisin (Pleumeur-Bodou) sont sollicités, Mariannig Larc'hantec est intégrée dans l'équipe de conception du bâtiment. L’école de musique de Perros-Guirec voit le jour en 1979. Cette école deviendra plus tard l’École de Musique de Lannion/Perros-Guirec.
Le clivage entre la musique bretonne, que l’on commence à qualifier de traditionnelle, et la musique classique est inacceptable pour Mariannig Larc'hantec. Elle conçoit alors une école où les deux esthétiques pourraient cohabiter. Des ponts permettraient constamment de passer de l’une à l’autre. Un diplôme serait délivré, qui pourrait être celui de musique traditionnelle, construit par cette école ou/et celui d’instrument classique prévu dans le cursus national des écoles de musique. Ce projet ambitieux est présenté à la DRAC  de Rennes qui se déclare très favorable à la mise en place de l’expérience. De très nombreux éléments de cette expérience pédagogique sont aujourd’hui mis en œuvre dans les départements de musique traditionnelle des écoles de musique et des conservatoires de Bretagne.
C’est en 1983 que Mariannig Larc'hantec s’installe au  Conservatoire Régional de Musique Traditionnelle de Lorient.  La classe de harpe existe déjà, elle a été confiée à l’une de ses anciennes élèves. Mais le nombre important d’élèves nécessite l’intervention d’un second professeur. L’établissement comporte, outre des cours de harpe celtique, des cours de cornemuse, de biniou koz, de bombarde et de batterie écossaise. Très vite elle devient l’assistante pédagogique du directeur, Jean-Pierre Pichard.  Cette collaboration implique un engagement au Festival Interceltique de Lorient. Elle occupera des postes à responsabilités au festival pendant une quarantaine d’années. C’est dans le cadre de cette posture pédagogique au CRMT qu’elle est amenée à créer un cours de pratique collective pour les instruments du bagad. En effet elle comprend la détresse notamment celle des jeunes batteurs qui travaillent consciencieusement sur leur practice mais qui sont trop jeunes ou trop nouveaux pour intégrer un bagad. Se référant aux orchestres de conservatoires qui commencent à voir le jour, elle propose à tous les élèves instrumentistes du CRMT de mettre un sens sur leur pratique en apprenant à jouer ensemble. Elle appellera ce cours « bagad-école », puis lui donnera très vite le nom de « Bagadig » afin de rester dans la couleur bretonne.
Toujours en collaboration avec Jean Pierre Pichard, elle réalise en 1984,  une exposition sur la harpe dans son histoire, assortie d’un disque : « Mille ans d’histoire ». Avec le concours de l'association  « Regards croisés, lire en Bretagne  », l'exposition sera présentée à Dakar.
En 1985 elle est nommée à l’École Nationale de Musique et de Danse de Lorient. Elle entreprend de faire connaître d’autres esthétiques, parmi lesquelles la musique classique. Elle se rend régulièrement au Conservatoire National de Région de Nantes où la harpe celtique vient de pénétrer. La professeure de harpe, Marileine Bouchaud, est particulièrement intéressée par la musique bretonne. Ces échanges très riches, déboucheront sur une pédagogie spécifique à la harpe celtique, adaptée aux deux établissements. C’est à la demande du Conservatoire de Nantes que Mariannig Larc'hantec composera en 1990 « La suite du Ponant », morceau imposé à l’examen de la médaille d’Or de harpe celtique à Nantes et à Lorient.
En 1984 elle se voit confier par la direction du Festival Interceltique de Lorient, la création et l’organisation du « Trophée Guiness », concours International de harpe celtique. Doté de prix particulièrement intéressants et grâce à la notoriété du Festival, il attire de grands noms de la harpe celtique, que ce soit pour concourir ou pour faire partie du jury. Ce concours se poursuivra jusqu’en 1988.
Pour que vive cet instrument, pour qu’il progresse vers un niveau d’excellence, pour qu’il intéresse les compositeurs pour que les élèves deviennent des harpistes, il faut l’amener vers la sphère musicale parisienne. Ce sera le concours international de L’UFAM. La harpe celtique est d’abord intégrée à la section « harpe » de l’UFAM, mais très vite elle a besoin de s’en émanciper. Mariannig Larc'hantec est invitée à rejoindre l’équipe qui va poser les bases d’une section « harpe celtique » dans ce concours. Cette collaboration avec Laure Barthel, responsable de la harpe celtique, durera jusqu’en 2007.
En 1992, Catherine Boulogne et Mariannig Larc’hantec s’associent dans un duo de musique de chambre « Prima Vera ». Le répertoire de Prima Vera est composé de musiques traditionnelles du monde, de transcriptions de musique classique, et de pièces originales. Il est entièrement écrit par Mariannig Larc'hantec. Les concerts sont nombreux jusqu’au départ de Mme Boulogne en 2002.
Catherine Boulogne est professeur d’alto et responsable de la classe d’orchestre de premier cycle de l’ENMD de Lorient. Elle demande régulièrement à Mariannig Larc'hantec de lui écrire des pièces adaptées à son effectif. Ce travail ira de la musique traditionnelle bretonne à la musique contemporaine en passant par la musique classique. C’est Catherine Boulogne qui créera, par exemple, avec cet orchestre « Concertino Piccolino », concerto pour harpe celtique et orchestre, avec à la harpe, Anne Postic, dédicataire de l’œuvre.
1994 : La harpe celtique est maintenant enseignée dans de nombreux établissements. Les harpistes manquent cruellement de répertoire. Pour faciliter la diffusion de ses œuvres, elle se lance dans l’édition et crée, avec Myriam Robic, les Éditions Mi Bémol.
Une rencontre capitale dans la carrière de Mariannig Larc'hantec, celle du conteur Alain Le Goff. Ensemble, en parcourant la Bretagne, pendant plus de vingt ans, ils vont donner vie à des personnages légendaires. Ils créeront notamment le personnage de « Marie Tallec », dans l’univers du « Bistrot du Grand Large ». D’autres conteurs la sollicitent comme Pierre Dubois, Achille Grimaud, etc.
Jean-Claude Fournier, le dessinateur de Spirou et des Crannibales eut l’idée de réunir l’art du conte, le dessin et la musique. Pour que ce soit intéressant, il convenait de filmer le dessinateur. Un cinéaste s’intéressa à la question. Les trois artistes étaient en scène, en improvisation, filmés tous trois  par un réalisateur, lui aussi artiste et lui aussi en improvisation. Cela donna naissance au « Conte à bulles ». Jean-Claude Fournier choisit comme interprètes de son concept Alain Le Goff, conteur et Mariannig Larc'hantec musicienne. Pour le dessin, il avait l’embarras du choix, la première édition de son spectacle se déroulant au Festival du Quai des Bulles, à St Malo en 1996. Le premier dessinateur à se plier à l’exercice fut Michel Crespin. D’autres suivront comme Gégé, Emmanuel Le Page, Guillaume Sorel, Régis Loisel,  Alain Goutal, etc....
Passionnée par la musique des mots, elle crée, en improvisation et en direct, la musique de scène pour les poètes Pierre-Jakez Hélias, Eugène Guilevic, Yvon le Men, Alain Jégou, pour ne citer qu’eux. Chaque spectacle est une nouvelle aventure.
En 1994 Jean Pierre Pichard, fonde un groupe de musiciens qui a pour mission de représenter le Festival Interceltique de Lorient dans le monde. Avec « Hirio », Mariannig Larc'hantec fait découvrir la harpe celtique en voyageant de l’Asie à l’Amérique, de l’Europe à l’Australie jusqu’en 2000.
En 2001, elle s’inscrit à l’université Rennes 2 pour poser une réflexion théorique sur sa pratique. En 2004, répondant à l’invitation du professeur Paul Taylor, elle intègre le laboratoire de recherche en sciences de l’éducation de l’université (le CREAD). Dans ce cadre elle travaille sur l’enseignement du solfège. Elle produit quelques documents sur cette question qui est débattue au sein des conservatoires, ainsi que deux minis-livres pour les jeunes enfants « Objectifs de cycles » et « Les bonheurs de Sophie ». Elle travaille également avec le Pr Paul Taylor à la direction d’un ouvrage qui paraîtra en 2009 aux éditions L’Harmattan : « La poétique et la musique en éducation, croisement de regards créateurs ».
C’est aussi le CREAD  qui prendra en charge le « Club des minis-philos ». En 2004, elle crée dans l’enceinte du Conservatoire de Lorient, un atelier de réflexion sur la musique, sa pratique, sa pertinence, etc. Ce cours est proposé aux élèves du conservatoire âgés de 8 à 12 ans. Le club réunit chaque mois une dizaine de musiciens-élèves tous volontaires. Des philosophes de l’Université Rennes 2 sont invités à venir discuter avec les enfants. Chaque séance fait l’objet d’une restitution, document destiné au conservatoire de Lorient et au CREAD.
En 2011, Mariannig Larc'hantec a quitté l'ENMD de Lorient. Elle est alors appelée à l’école de musique de Languidic auprès de sa collègue et amie Martine Millet, malade. Mme Millet mourra un mois plus tard. Mariannig Larc'hantec  prend la suite du travail de son amie. Elle termine sa carrière d’enseignante à Languidic trois ans plus tard.
À la suite d’un projet d’études mené au département de culture bretonne et celtique de l'Université Rennes 2, elle se consacre, dès 2013, à une nouvelle branche de son activité : des conférences sur la harpe celtique. L’Université de Bretagne-Sud (Morbihan), le Conservatoire de Musique et de Danse du Tarn, l’association « Harpe libre » d’Ingrandes (Maine et Loire), l’École Nationale de Musique d’Agen (Lot-et-Garonne), l’association St Gildas de Rhuys village d’artistes (Morbihan), le Festival Interceltique de Lorient (Morbihan), Degemer Ti Douar Alre de Ste Anne d’Auray (Morbihan), l’association K.A.S.  de Lanester (Morbihan), l’École Municipale de Musique de Languidic (Morbihan), la Société Camac harps (Paris)... la sollicitent dans le cadre de leurs cycles de conférences.

## Événements musicaux
Alors qu’elle est encore étudiante, en 1967, Mariannig Larc'hantec est invitée à accompagner Jean Marais dans un récital de poèmes de Jean Cocteau.
Parmi les grands événements de sa carrière, outre de nombreux concerts, et enregistrements, on peut noter également l’accompagnement du film muet de Jean Epstein Finis terrae en direct de la salle de cinéma « arts et essais » de Saint-Germain-en-Laye (1968) et La musique de harpe du téléfilm La bataille d’Alésia dans la série Les Grandes Batailles du passé » (1973)
En 1973, Louis Seigner la sollicite pour accompagner en direct et en improvisation, un spectacle qu’il a monté et mis en scène avec la compagnie de la Comédie-Française : Le jardin français.
Elle participe à la création de l’œuvre de Pierre Yves Moign pour piano, clavecin, harpe à pédales et orchestre à cordes. « Dasson Breizh Rapsodie » (1973). Elle montre ainsi que harpe celtique et harpe à pédales ne sont pas incompatibles.
En 1974, Polig Monjarret lui confie la création de la section « harpe celtique » du concours du « Kan ar Bobl », concours de musique populaire bretonne. La première édition de ce concours de harpe aura lieu en 1975. Elle passera la main en 1996.
l’ADDM 22  est un organisme qui s’occupe de faire découvrir la musique et les instruments dans le département des Côtes du Nord (aujourd’hui Côtes d’Armor). En 1978, Mariannig Larc'hantec rejoint l’équipe constituée d’une pianiste, d’une violoniste et d’un musicien multi compétent, qui est aussi le responsable des interventions. Ces concerts – qui existaient dans toute la Bretagne – participeront largement à la constitution du maillage actuel des écoles de musique en Bretagne.
En 1979, Joël Batteau, saxophoniste, entend l’une de ses pièces. Il lui commande une œuvre pour saxophone solo. « Mosaïque » sera créée au festival de saxophone de Nüremberg en 1980.
On remarque également l’opération « Bastien et Bastienne ». La ville de St Brieuc a programmé « Bastien et Bastienne », opéra de Mozart. Mariannig Larc'hantec, contactée par l’ADDM 22, monte alors un projet d’animation mettant en lien toutes les associations culturelles de la ville de Perros-Guirec autour de l’œuvre de Mozart. La préparation de l’opération va durer six mois. Le résultat est impressionnant : la télévision régionale se déplacera de Rennes pour réaliser un sujet, trois cars complets partiront de Perros-Guirec pour amener environ 150 personnes au concert. Pour bien des habitants, ce sera le premier contact avec la musique classique.
En 1983, la ville de Quimper lui commande une œuvre pour le concert annuel de son orchestre. Ce sera " Baleadenn An ene ", pièce concertante pour harpe celtique, cor anglais et orchestre à cordes. La pièce sera créée le 1er février 1983 par Dominig Bouchaud à la harpe et Catherine Perinelle au cor anglais, accompagnés par l’orchestre du conservatoire de Quimper,. L’œuvre sera reprise par plusieurs orchestres, notamment au Festival Interceltique de Lorient et au Festival des Tombée de la Nuit de Rennes.
En 1980, Frédéric Vitiello, professeur de guitare et compositeur, invite Mariannig Larc'hantec dans son association de musique contemporaine, « Musique Actuelle à Lorient ». L’association a pour objet la promotion de la musique contemporaine dans le Pays de Lorient.
Après avoir répondu à la commande de Mr Hervé Le Noble, hautboïste  (« Tristan de Tintagel », pour hautbois et harpe celtique), elle écrit en 1992, pour Catherine Boulogne, altiste, « Carnet de voyage » pièce pour alto et harpe celtique. Ces pièces seront suivies de « Musikenkit » pièce de musique contemporaine qui sera jouée en 1re audition par un ensemble de 40 élèves du conservatoire. On lui doit également « Abysses – 2000 » et « Abysses – 3000 » pour quatuor de violoncelles, commande de François Chanon, (violoncelliste et professeur de violoncelle) pour l’ensemble de violoncelles de l’École Nationale de Musique de Lorient .
« Hommage à Jef Le Penven » est un nouveau défi. En 1994, l’ensemble de bombardes du Bagad de Vannes obtient du Conseil Régional un financement pour une commande d’œuvre à un compositeur en vue de se présenter au concours d’ensembles de bombardes du Festival Interceltique de Lorient. Elle choisit d’écrire avec les outils de la musique classique. Elle compose une fugue à quatre voix. L’exercice est totalement nouveau pour les musiciens du bagad. L’ensemble, placé sous la direction de François Gouthe, remportera le premier prix.
En 2015, François Pernel, un jeune harpiste de la région d’Angers, intéressé par le travail de compositeur de sa collègue entreprend d’enregistrer une anthologie de ses pièces de concert pour harpe celtique seule. L’album « À l’Aube de la Harpe Celtique » qui réunit quatorze pièces de concert  de Mariannig Larc'hantec sort en mars 2016.
En 2015 Mariannig Larc'hantec, contactée par l’association « Hermine et Sakura », réalise la musique de scène du spectacle de Haïkus de la poète Danièle Duteil.
En 2017, Marianne Guernec, violoniste, qui est non seulement la partenaire de musique de chambre de Mariannig Larc'hantec, mais aussi le chef de chœur de l’école de musique de Languidic, lui demande sa collaboration pour « Au fil des mots, des sons pour le dire ». Ce concert-lecture de haïkus a été imaginé et mis en espace par Mme Guernec pour l’ensemble « Ramage », chœur de femmes de l’école de musique de Languidic. Elle en signe également la musique. Embarquée dans cette nouvelle aventure, Mariannig Larc'hantec écrit et joue la partie de harpe des différents poèmes. Elle écrit également « Yoko », un conte qui servira de texte de présentation du spectacle.

## Récompenses
- 1974 : prix international de Killarney (Irlande), harpe celtique.
- 1974 : prix international de Killarney (Irlande), chant accompagné à la harpe celtique.
- 1974 : prix du MIDEM de Cannes.
- 1975 : prix Morvan-Lebesque.
- 1981 : Bogue d'or, Redon.
- 1983 : en duo avec l'accordéoniste Yann Dour, 1er prix de recherche musicale en musique traditionnelle au Festival interceltique de Lorient.
- 1984 : prix de l'ARCoDAM de Bretagne.
- 1984 : prix de recherche musicale du Kan ar Bobl.
- 1985 : Triskell d'or, prix du Festival de Cornouailles et de Radio France.
- 1987 : 1er prix international de composition de Dinan pour Fantasmagories.
- 1990 : 1er prix international de composition de Dinan pour Suite du Ponant.
- 2019 : Décorée de l'Ordre de l'Hermine

## Discographie

### Interprète
- Telenn Bleimor - Ed « les chasseurs de son » RTF
- Instruments insolites, bombarde celtique (accompagnement harpe celtique) - Ed. Sonopresse
- Instruments insolites, harpe celtique - Ed. Sonopresse
- An hent geltiek - Ed. Sonopresse (33t)
- An hent geltiek - Ed. Sonopresse (45t) (prix du MIDEM de Cannes)
- Kanomp Nouel (accompagnement de chants de Noël) - Ed. SM
- Mille ans d’histoire La harpe dans son histoire - Ed. CRMT
- Bleu Accordéon Diatonique (Yann Dour) et harpe celtique - Ed. Caruhel
- Chall ha dichall - Ed. Kerig Productions
- Troiad ar bed (groupe Hirio) - Ed. Festival Interceltique de Lorient
- 25 ans du Festival (groupe Hirio) - Ed. Festival Interceltique de Lorient
- Beauport Compilation d’œuvres d’artistes qui se sont produits à l’Abbaye de Beauport - Ed. kerig Productions
- Le bateau qui marchait sur la terre et sur l’eau : livre disque avec le conteur Alain Le Goff - Ed. Actes Sud Junior
- Contes avec Alain Le Goff -  Ed. Disney Productions
- Anthologie de la harpe celtique : De très nombreux harpistes ont participé à cet enregistrement placé sous la direction d’Armel Morgant - Ed. Coop Breizh
- Le grand coquillage Blanc, conte musical de Christophe Coppale - Ed. Marzelle productions

### Compositrice
- Mosaïque (Hélène Silvie harpe, B. Flourette Flûte) - Ed. Quantum
- Le roi des fées (harpe celtique Mathilde Walpoel) - Ed. Excalibur
- À l’aube de la harpe celtique (François Pernel, harpe celtique)

## Compositions

### Matériel pédagogique

#### Harpe seule
- Mouvements à la corde lisse - Ed. Billaudot
- Do Majeur pour doigts mineurs - Ed. Conservatoire Régional de Musique Traditionnelle
- Chut le dragon dort ! - Ed Mi Bémol
- 12 études pour harpe celtique - Ed Mi Bémol
- Musique traditionnelle de Bretagne vol 1 - Ed. Mi bémol
- Musique traditionnelle de Bretagne vol 2 - Ed. Mi bémol
- Musique traditionnelle de Bretagne vol 3 - Ed. Mi bémol
- Musique traditionnelle de Bretagne vol 4 - Ed. Mi bémol
- Do Majeur pour doigts mineurs - Ed. CRMT
- Le Barzaz Breiz raconté aux harpistes, recueil de 21 morceaux du "Barzaz Breiz" - Ed. Mi bémol
- Bale Arzur in Antologiezh Telenn Breizh - Ed Tristan Le Govic

#### Pratique collective
- Chambres d’enfants vol 1 - Ed. Mi bémol
- Chambres d’enfants vol 2 - Ed. Mi bémol
- Sonatine : pour hautbois et harpe celtique - inédit
- Petite suite bretonne : pour orchestre à cordes Ed. Mi bémol - inédit
- Concertino piccolino : harpe celtique et orchestre à cordes Ed. Mi bémol - inédit
- Voulez-vous danser : pièce bretonne pour orchestre à cordes Ed. Mi bémol - inédit

### Transcriptions
- Vivaldi : Allegro en ut Majeur - Ed. Mi Bémol
- Dussek : Allegro pour harpe celtique solo (extrait de la sonate en ut Majeur) - Ed. Mi Bémol
- Bizet : Menuet  pour flûte et harpe celtique (extrait de la 2de suite de l'Arlésienne) - Ed. Mi Bémol
- Vivaldi : Allegro en Sol Majeur pour 2 harpes celtiques (extrait du concerto pour 2 mandolines) - Ed. Mi Bémol
- Albrechtsberger : concerto en ut pour harpe celtique et orchestre à cordes, avec cadence, inédit
- Mozart : Ann Chloé pour flûte (ou violon) et harpe celtique - Ed Mi Bémol
- Mozart : Air extrait de Bastien et Bastienne pour violon et harpe celtique - Ed Mi Bémol
- F. Godefroy : quand tu me vois souffrir pour harpe celtique solo - Ed. Mi Bémol
- F. Godefroy : le désir pour harpe celtique solo - Ed. Mi Bémol
- D. Corette : sonate en ré mineur pour violoncelle et harpe celtique, (extraite des délices de la solitude) existe également pour alto et harpe celtique - Ed. Mi Bémol
- Kabalevski : variations sur un thème slovaque pour violon ou alto et harpe celtique, Ed Mi Bémol
- Marin Marais : les folies d’Espagne pour alto et harpe celtique (existe aussi pour violoncelle) - Ed. Mi Bémol
- Faure : Berceuse pour ensemble de musique de chambre (hautbois, 2 violons, harpe à pédales et basson) - Inédit
- Boston Fancy, musique traditionnelle américaine, pour alto et harpe celtique, inédit

### Cycle arthurien
Pièces pour harpe celtique seule :
- Galaad - Ed. Mi Bémol
- Perceval - Ed. Mi Bémol
- Gauvin - Ed. Mi Bémol
- Excalibur - Ed. Camac

### Ensembles de harpes celtiques
- 3 Chansons - Ed. Mi Bémol
- Berceuse - Ed. Mi Bémol
- Le jardin du Luxembourg - Ed. Mi Bémol
- 3 Danses - Ed. Mi bémol
- Offrande poétique, pour deux harpes celtiques et récitant (commande ville de Quimperlé/Musicora) - inédit

### Pièces de concert
- La légende de la falaise de St Efflam - Ed. Mi Bémol
- Fantasmagories, (1er prix international de composition) - Ed Harposphères
- Suite du Ponant, (1er prix international de composition) - Ed Harposphères
- Hommage à John Thomas (2e prix international de composition) - Ed. Mi Bémol
- Gwerz Penmarc’h - Ed. Mi Bémol
- Suite de Loudéac - Ed. Mi Bémol
- Muzikankit, (musique contemporaine) - inédit
- Ar Pilhaouer, in Antologiezh Telenn Breizh - Ed. Tristan Le Govic
- Ar moraer, in Antologiezh Telenn Breizh - Ed. Tristan Le Govic

### Orchestre et musique de chambre
- Baleaden an ene :  pièce concertante pour harpe celtique, cor anglais et orchestre à cordes (commande de la ville de Quimper), inédit
- Quatuor de violoncelles : Abysse – 2000, Abysse – 3000, commande de la classe de violoncelle du CRD de Lorient, professeur F. Chanon, inédit
- Mosaïque pour saxophone solo, commande de Joël Batteau pour le Festival International de Nüremberg, inédit
- Transhumance pour flûte seule, inédit
- Kol Nidrei :  Quatuor à cordes, inedit
- Fabuloscope : opéra pour enfants, solistes, chœur et orchestre symphonique, commande de l’école de musique du Pays de Vannes, inédit
- Suite de Loudéac : pour orchestre symphonique
- Chansons de marins : pour orchestre symphonique, inédit
- En coup de vent : pour trompette et harpe celtique (existe en version pour cor), Ed. Mi Bémol
- Dissonances socio-mentales : pour flûte, hautbois d’amour, cordes, trompette, trombone, timbales, inédit
- Exercices à la barre : 4 quatuors de violoncelles, Inédit
- Tristan de Tintagel : pour hautbois et harpe celtique, Commande de Hervé Lenoble, professeur de musique de chambre au CNSMD de Paris, Ed. Mi Bémol
- Carnet de voyage : pour alto et harpe celtique, inédit
- Hommage à Jef Le Penven : commande du bagad de Vannes, (prix d’ensemble de bombardes du Festival Interceltique de Lorient - 1994)
- Marines : 4 pièces pour flûte et harpe, inédit
- Sonate de l’orfèvre : pour flûte et harpe, inédit
- Suite bretonne pour orchestre symphonique : commande du chef d'orchestre Gabriel Drossart.

## Recherche

### Sciences de l’éducation
C’est en 2001, une fois que la harpe celtique a trouvé sa place dans les institutions, que Mariannig Larc'hantec prend un nouveau chemin, celui de l’université. Elle souhaite interroger son parcours d’enseignante construit sur une réflexion empirique. Elle intègre le département des sciences de l’éducation de l’université Rennes 2. À l’issue de sa maîtrise, Mariannig Larc'hantec est admise à suivre les séminaires de thèse du Pr Paul Taylor. Très vite, celui-ci propose sa candidature en tant que professionnelle associée au CREAD, le centre de recherche en sciences de l’éducation de Rennes 2. Elle y travaille principalement aux problématiques de l’oral et de l’écrit dans la musique, plus spécialement de l’enseignement du solfège. Avec Paul Taylor elle assure la codirection d’un ouvrage écrit par neuf artistes-chercheurs : « la poétique et la musique en éducation, croisement de regards créateurs » publié aux Editions L’Harmattan.
En 2004, elle implique le conservatoire de Lorient dans ses travaux de recherche. Elle crée, au sein du conservatoire, un espace de réflexion destiné aux enfants de 8 à 13 ans qu’elle nomme « club des minis-philos ». Le cours est placé sous la responsabilité du conservatoire et pris en charge par le CREAD. Le club fonctionne sur la base du volontariat. Les enfants sont avertis du thème proposé par voie d’affichage. Ceux qui sont intéressés reçoivent, quinze jours avant la séance, un petit texte poétique destiné à alimenter la réflexion. Quelques rituels rythment les séances. Les débats sont enregistrés, chaque séance fait l’objet d’une restitution écrite qui est mise à la disposition des enseignants, des élèves, et du personnel non enseignant du conservatoire, sur les ordinateurs de l’institution. Des professeurs de philosophie de Rennes 2 se déplacent pour discuter avec les jeunes.
Un échange est organisé avec des enfants d’une favela de Sao Paolo au Brésil. Mariana Lacombe est professeur de philosophie, à l’université Saint Benoît. Elle avait eu la même idée et elle basait son enseignement pour ces jeunes, sur la musique. Une rencontre entre les deux enseignantes est organisée à Paris pour poser les bases de cet échange. Pourtant le climat de violence qui régnait alors à Sao Paolo a empêché Mme Lacombe de poursuivre l’expérience.
Ce travail avec les enfants, qui prendra fin en 2007, donnera lieu à la publication de deux petits ouvrages destinés aux jeunes élèves du conservatoire « Objectifs de cycles » (Ed. mairie de Lorient) et « Les bonheurs de Sophie » (Ed. Mi bémol).

### Culture bretonne et celtique
Qu'est-ce que la harpe celtique? Que recouvre ce mot « celtique » ? Pourquoi la harpe est-elle le seul instrument  de l'instrumentarium des pays celtes à être ainsi qualifiée ? Mariannig Larc'hantec retourne à l’université, pour poser la question de la celtitude et plus précisément de celle de son instrument. Elle rejoint le département de « Culture bretonne et Celtique » et propose son projet de recherche qui est accepté. Son mémoire de master 2 apporte quelques éclairages sur la question. Bien que vivement encouragée à développer son projet dans une thèse, elle doit se résoudre à s’arrêter : un problème administratif interne à la faculté l’empêche de poursuivre à Rennes 2. C’est donc seule qu’elle continue cette exploration historico-organologique.

## Publications
- La poétique et la musique en éducation[24] : ouvrage collectif codirigé par Mariannig Larc'hantec et Paul Taylor. Ed. L’Harmattan, Paris, 2009
- Objectifs de cycles : mini-livre à l’usage des jeunes élèves des conservatoires. Ed. Mairie de Lorient, 2009 (épuisé)
- La harpe, instrument des Celtes, journal de bord d’un professeur de harpe celtique[11] : Ed. Coop Breizh, 2013
- Les bonheurs de Sophie : mini-livre à l’usage des jeunes élèves des conservatoires, traitant de la pertinence de l’enseignement du solfège. Ed. Mi Bémol
- Mariannig Larc'hantec est également auteure d'un livre de contes et nouvelles publié aux éditions "Stellamaris" : Quand perlent des gouttes de rosée aux paupières de la lune[5]… Contes et nouvelles. Ed. Stella Maris, Brest, 2017
- Liée d'amitié avec Alain Jégou, elle raconte le marin et poète dans "La poésie n'aura pas chanté en vain[48]", Groix éditions et diffusion, 2020
- En 2021, Mariannig Larc'hantec signe son premier "polar" : Meurtre au Festival Interceltique[49]", Groix Editions & Diffusion, 2021
- Puis en 2022, elle publie un second "polar" : "L'enfer est au Bout du monde[50]", chez Groix Editions 2022.